# Dentex maroccanus
Марокканський морський лящ (Dentex maroccanus, син.: D. parvulus, 1867, Charta maroccanus, 1913) — морська риба з родини морських лящів (Sparidae). Риба мешкає у східній Атлантиці від Біскайської затоки (іноді далі на північ) до Гвінейської затоки (можливо, південніше), включаючи південно-західне Середземномор’я. Рідше ловлять також на північ від Ла-Маншу.

## Характеристики
Марокканський морський лящ досягає максимальної довжини 45 сантиметрів, середньої довжини 25 сантиметрів і досягає статевої зрілості при довжині приблизно 10 сантиметрів. Тіло його високо спинне, сплюснуте з боків, рожевого кольору з сріблястим відливом і без поздовжніх і поперечних смуг. На верхній основі грудного плавника розташована маленька чорна пляма. Суцільний спинний плавець підтримується 12 жорсткими променями та 10-11 м'якими променями. Короткий анальний плавник має три колючих промені і 8-9 м'яких променів. Морда коротше діаметра очей. Щелепи вкриті кількома рядами конічних зубів, крайні з яких мають найміцніші зуби з 4-6 добре розвиненими передніми іклами на верхній і нижній щелепах. Коли рот закритий, видно верхні ікла. Перша гілляста дуга має 7-9 зябрових граблин у верхній частині і 9-12 в нижній частині. Кількість лусок по бічній лінії від 46 до 51.

## Життєвий шлях
Марокканський морський лящ живе на глибині від 20 до 500 метрів (у Середземному морі лише на глибині 250 метрів) на різних морських днах, але віддає перевагу валунному або гравійному дну. Харчується в основному ракоподібними і молюсками. Як і багато морських лящів, це потогінний гермафродит, тобто, це означає, що спочатку дозрівають жіночі статеві органи, а потім чоловічі.

## Веб-посилання
- Marokko-Meerbrasse (Dentex maroccanus) auf Fishbase.org (englisch)
- Species Fact Sheets Dentex maroccanus auf FAO Fisheries & Aquaculture Department